# Internetzensur in Äthiopien
Dieser Artikel beschreibt die Zensur im Internet Äthiopiens. Äthiopien ist der einzige subsaharische Staat, welcher landesweit sogenannte Contentfilter implementiert. Diese Information erreichte Mitte 2012 die Öffentlichkeit, als per Deep Packet Inspection jede Verbindung zu dem anonymisierenden Tor-Netzwerk analysiert und blockiert wurde.

## Zugangshindernisse
Die äthiopische Regierung hält das Monopol an dem alleinigen Telekommunikationsanbieter Ethio Telecom. Und obwohl Äthiopien als eines der Länder mit den niedrigsten Nutzerzahlen bei Mobilfunk und Internetnutzung weltweit gilt, unterhält die Regierung ein striktes Kontrollsystem für digitale Medien. Sie verlangt im 2012 erneuerten Telekommunikationsgesetz, jedwede Hardware für Telekommunikation (wie Smartphones und Computer) offiziell registrieren zu lassen. Sicherheitsbedienstete setzen diese Maßnahme an Kontrollpunkten durch, indem Geräte konfisziert werden, wenn noch keine Registrierung für sie ausgewiesen werden kann.
Die Möglichkeiten zur Nutzung von Kommunikationstechnologien sind in Äthiopien seit seiner Einführung 1997 extrem begrenzt. Etwa 85 % der äthiopischen Bevölkerung leben in ländlichen Gebieten, in Gegenden, wo Netzinfrastruktur fast gänzlich fehlt. Zwar investierte die Regierung in der letzten Dekade etwa 10 % ihres Bruttoinlandsproduktes in Glasfaserkabel, Satellitenverbindungen und Breitband-Dienste, die Zahl der Internetuser stieg laut International Telecommunication Union dennoch auf lediglich 1,5 % der Bevölkerung. Vergleicht man diese Entwicklung mit dem benachbarten Sudan, wo sich im selben Zeitraum eine Nutzerschicht von 20 % der Bevölkerung entwickelt hat, wird die Drastik deutlich. Somalia, auch benachbart mit Äthiopien, weist indes sehr vergleichbare Zahlen auf.
Die geringe Alphabetisierungsrate von etwa 30 % begrenzt erheblich den vollen Nutzungsumfang des Internets, selbst wenn der Zugang zur Technologie besteht. Laut einer Studie der ITU rangieren die Kosten der äthiopischen Breitbandverbindungen im Vergleich zum Einkommen an der Weltspitze. Und erschwerend kommt hinzu, dass sich wenige Menschen den Erwerb eines Computers leisten können und somit auf Internetcafés angewiesen sind. Die Preise für Breitbandverbindungen werden von der Ethio Telecom zudem künstlich teuer belassen, während Mobilfunk- und Festnetzpreise für internationale Anrufe zuletzt (2013) sanken.
Langsame Verbindungen tun in puncto geringer Nutzbarkeit ihr Übriges. 2010 hatte die Manchester University’s School of Education für ein typisches Internetcafé der Hauptstadt Addis Abeba berechnet, dass die Zeit zum Einloggen in einen E-Mail-Account und das Abrufen einer Nachricht etwa 6 Minuten dauert.

## Inhaltsbeschränkungen
Obwohl die äthiopische Regierung das Anwenden von Internetzensur hartnäckig bestreitet, belegen Tests der OpenNet Initiative (ONI) und der Organisation Freedom House die Existenz von Contentfiltern. Das Blockieren von Inhalten nehme demnach vor allem zu Zeiten bedeutender politischer Ereignisse zu und lasse daraufhin wieder nach. Es soll dennoch Hinweise darauf geben, dass die Zeitperioden, in denen kaum geblockt wird, zunehmend weniger werden.
Das Filtern der Inhalte fokussiere sich laut ONI vor allem auf unabhängige Online-Medien, politische Blogs und die Webseiten äthiopischer Menschenrechtsgruppen wie etwa das Solidarity Committee for Ethiopian Political Prisoners. Foren und Webseiten, die sich mit der Inhaftierung von Bloggern und Journalisten beschäftigen, werden genauso blockiert wie Anonymisierungs- und Umgehungswerkzeuge. Verbindungstests von Freedom House Anfang 2013 ergaben zusätzlich, dass selbst Webseiten wie die der Electronic Frontier Foundation oder einzelne Facebook-Seiten von Äthiopien aus zu jenem Zeitpunkt unerreichbar waren. Mit dem Hintergrund der mangelnden Infrastruktur und der fehlenden Information, auf welche Weise genau diese Tests durchgeführt worden sind, sind diese Aussagen jedoch nicht verifizierbar. Dennoch sind auch die Webseiten internationaler Medien wie Al Jazeera oder The Washington Post bisweilen von Contentfiltern betroffen.
Seit den umstrittenen Parlamentswahlen im Jahr 2005, wurde auch Googles Hosting-Plattform blogger.com häufig geblockt, da an diesen virtuellen Orten angeblich schädliche Informationen über die Regierungspartei Revolutionäre Demokratische Front der Äthiopischen Völker verbreitet wurden.
Einige bestimmte Kommunikationssoftware für IP-Telefonie (VoIP) wie etwa Skype oder Google Voice sind schon seit 2002 durch das Telekommunikationsgesetz verboten. Einst wollte die äthiopische Regierung mit ihrem Anbieter Ethio Telecom damit Einnahmeverlusten durch fehlende internationale Anrufe vorbeugen. Die Strafen für das Übertreten dieser Verbote wurden in einer Gesetzesnovelle vom 4. September 2012 dennoch verschärft: So stieg zum einen die Höhe der Geldstrafe auf 2.500 bis 20.000 Birr – das entspricht etwa 100 bis 750 Euro. Und zum anderen verlängerte sich die Zeit einer Gefängnisstrafe auf eine Dauer von 5 bis 8 Jahre für säumige Dienstleister und von 3 Monaten bis zwei Jahre für Nutzer dieser Programme. Trotz des Verbotes bieten Internetcafés sogenannte Call-Back-Dienste an. Bislang liegen keine Berichte vor, die das Durchgreifen der Behörden und das Durchsetzen dieser Strafen erwähnen.

## Techniken
Da die Ethio Telecom staatlich kontrolliert wird und der einzige Internet Service Provider in Äthiopien ist, gehen Oppositionelle davon aus, dass das Internet gezielt verlangsamt oder gar ganz abgeschaltet wird. Das geschah zuletzt im Mai 2011, als vom Arabischen Frühling inspirierte Proteste ins Rollen kamen. Bis jetzt ist unklar, ob es sich um eine Anstrengung der Regierung mit dem Willen zur Kommunikationseinschränkung oder um Sabotage an einem Glasfaserkabel handelte. Bekannt ist allerdings, dass die Regierung bei Treffen der Afrikanischen Union den Veranstaltungsstätten mehr Bandbreite zugesteht, was zur Folge hat, dass die Nutzbarkeit für die übrige Bevölkerung noch weiter eingeschränkt wird.
Der Zugang zu spezifischen IP-Adressen und Domains wird blockiert. Außerdem wird davon ausgegangen, dass URL-Anfragen auf Schlüsselwörter hin untersucht werden und bei einem Treffer der Inhaltsabruf auch verwehrt wird. Der Versuch, zum Beispiel über die Google-Suche Proxys zu finden, liefert keinerlei Ergebnisse. Menschen, die der Zensur entgehen wollen, versuchen meist, ihre Beiträge unter einem Pseudonym zu veröffentlichen und Anonymizer zu benutzen, um ihre Identität zu verschleiern.
Im Mai 2012 wurde der Zugang zum anonymisierenden Tor-Netzwerk verhindert, in dem Deep Packet Inspection selektive Filterung von Datenpaketen vornahm.
Auch Mobiltelefone unterliegen einer Beschränkung: Will ein User eine Textnachricht/SMS an mehr als 10 Menschen senden, so bedarf es einer Genehmigung der Ethio Telecom. Ohne diese Genehmigung wird das Senden von Massennachrichten automatisch blockiert.
Es existieren keine öffentlichen Listen oder Kriterien, welche Online-Inhalte blockiert werden, da die äthiopische Regierung eine Zensur bestreitet. Seit einiger Zeit hat sich jedoch der Block-Habitus geändert, indem statt ganzer Website-Plattformen wie blogspot nur noch spezifische Teile derselben blockiert werden. Weiterhin komplett geblockt wird allerdings das äthiopische News-Portal Nazret. Zusätzlich zur Zensur digitaler Inhalte werden aber auch einzelne User und Blogger instruiert, bestimmte, als anstößig geltende, Inhalte (wieder) zu entfernen. Solch eine Praxis legt nahe, dass Teile der äthiopischen Online-Community genau beobachtet werden. Freedom House zufolge benutzten die Behörden im Jahr 2013 mehr Kommentatoren und Pro-Regierungswebseiten als vorher, um die digitale Landschaft Äthiopiens in ihrem Sinne zu beeinflussen.

## Spionagesoftware
Die äthiopische Regierung setzt, wie im August 2012 bekannt wurde, das kommerzielle Spionage-Toolkit FinFisher der britisch-deutschen Firma Gamma International ein. Mit diesem Werkzeug lassen sich per Fernzugriff ohne das Wissen des Users unter anderem die Webcam oder das Mikrofon eines Computers ein- und ausschalten, sämtliche Tastatureingaben mitschneiden, Skype-Telefonate abhören oder auch Dateien auf dem Computer verändern. Die Software installiert sich oft in Form eines harmlos wirkenden Programm-Updates, verbirgt sich vor Antivirenprogrammen und funktioniert mittlerweile auch auf Mobiltelefonen der gängigen Hersteller.

## Folgen
Laut dem Committee to Protect Journalists sind derzeit 7 äthiopische Journalisten inhaftiert. Die Verfolgung von Bloggern Internet- und Mobilfunknutzern findet ununterbrochen statt: mindestens zwei Personen wurden im Jahr 2013 angeklagt. Ein prominenter Fall ist der Dissident und Blogger Eskinder Nega, der im Juli 2012 zu 18 Jahren Gefängnis verurteilt wurde. Er soll sein Recht auf freie Meinungsäußerung als Deckmantel für terroristische Tätigkeiten missbraucht haben:

“Eskinder was explicitly said to have ‘used his right to free expression as a cover for terrorism’ and most of the so-called evidence presented in the criminal proceedings against them consisted of their journalistic writing.”